# 小烏戈利卡河
小烏戈利卡河（烏克蘭語：Мала Уголька），是烏克蘭的河流，位於該國西部外喀爾巴阡州，屬於烏戈利卡河的支流，發源自小烏戈利卡以北，流經佳切夫區，河道全長21公里，流域面積51.2平方公里。